# 9008 Bohšternberk
9008 Bohšternberk eller 1984 BS är en asteroid i huvudbältet som upptäcktes den 27 januari 1984 av den tjeckiske astronomen Antonín Mrkos vid Kleť-observatoriet i Tjeckien. Den är uppkallad efter den tjeckiske astronomen Bohumil Šternberk.
Asteroiden har en diameter på ungefär 5 kilometer.